# Jeff Dunn
Jeffrey "Mantas" Dunn (16 de fevereiro de 1965, Newcastle upon Tyne, Inglaterra), é um guitarrista britânico conhecido por ser um dos membros fundadores da banda de heavy metal Venom, tocando entre  1979-1985, 1989-1992 e 1995-2004.
Durante seu tempo fora, ele formou sua própria banda, o Mantas, gravando dois álbuns (Winds of Changes e Zero Tolerance). Atualmente, Dunn trabalha com o a banda M-pire of Evil, com ex-membros do Venom.
Mantas está na posição 39 dos 100 melhores melhores guitarristas de todos os tempos pela revista Guitar World.

## Discografia

### Com o Venom
- (1981) Welcome to Hell
- (1982) Black Metal
- (1983) At War with Satan
- (1985) Possessed
- (1989) Prime Evil
- (1991) Temples of Ice
- (1992) The Waste Lands
- (1997) Cast in Stone
- (2000) Resurrection

### Com o Mantas
- 1988: Winds of Change
- 2004: Zero Tolerance

### Com o M-pire of Evil
- 2011 –  Creatures of the Black – EP
- 2012  – Hell to the Holy
- 2013 –  Crucified